# Tomáš Kuchař
Tomáš Kuchař (* 25. August 1976 in Pečky) ist ein ehemaliger tschechischer Fußballspieler.

## Karriere

### Verein
Kuchař begann mit dem Fußballspielen bei Autoškoda Mladá Boleslav, mit 16 Jahren wechselte er zu FC Bohemians Prag. Dort wurde er 1994 in den Profikader aufgenommen und absolvierte für die Prager 52 Erst- und 27 Zweitligaspiele in drei Jahren. 1997 wurde der Mittelfeldspieler von Slavia Prag verpflichtet. Bei Slavia gehörte Kuchař viele Jahre lang zum Stammpersonal und kam auf 137 Erstligaspiele, in denen er zwölf Tore erzielte.
Anfang 2003 ging Kuchař in die russische Premjer-Liga und schloss sich Schinnik Jaroslawl an. Nach einem Jahr kehrte er nach Tschechien zurück und spielte auf Leihbasis für den FK Teplice. Zur Saison 2004/05 wechselte der Tscheche zum polnischen Klub Pogoń Stettin.
Dort wurde er im Sommer 2005 aussortiert und trainierte fortan mit seinem ehemaligen, inzwischen in der dritten Liga spielenden Klub Bohemians 1905 Prag mit. Erst im November 2005 konnte er sich mit Pogon Stettin auf eine Vertragsauflösung einigen und schaffte bis zum Beginn der Winterpause nur noch zwei Spiele für Bohemians. Seit Anfang 2006 spielt für den zyprischen Verein Aris Limassol, mit dem ihm im Sommer 2006 der Aufstieg in die höchste Spielklasse des Landes, die First Division, gelang.
Im Dezember 2007 beendete er sein Engagement in Limassol und kehrte zu Bohemians 1905 zurück. Für die Prager bestritt der Mittelfeldspieler allerdings nur zwei Erstligaspiele und kam ansonsten nur in der viertklassigen B-Mannschaft zum Einsatz. Im Juli 2008 wechselte Kuchař zum FC Vítkovice.
Im Sommer 2009 wechselte Kuchař leihweise zum Prager Drittligisten Loko Vltavín.

### Nationalmannschaft
Zwischen 1996 und 1997 spielte Kuchař drei Mal für die tschechische U-21-Auswahl.